# Nightmare Box (film de 2013)
 Nightmare Box  ("La Caja de las Pesadillas") es una premiada película independiente de Horror coescrita, producida y dirigida por Jon Keeyes. A su vez, fue coproducida por Jon Keeyes, Serge Levin, Brandon Baker y Sandy Baumann, protagonizada por Johanna Stanton, Nicholas Ball, Debbie Rochon y Matthew Tompkins, y estrenada en el "Festival de Cine Fantástico de Buffalo" el 11 de noviembre de 2013. "Nightmare Box" fue filmada en Inglaterra, producida por compañías como "Highland Myst Entertainment" y "Wolfclan Productions" y distribuida por "IndustryWorks Pictures" a nivel mundial en 2014. En una entrevista, Keeyes comentó que "Nightmare Box" es una película experimental que mezcla el terror con el drama psicológico. A su vez, es un viaje oscuro lleno de terror, sexo, violencia, culpa, vergüenza, y de cómo las personas deben lidiar con las consecuencias de sus acciones.

## Sinopsis
Jane Doe (Johanna Stanton) es una joven mujer que se despierta atrapada en una habitación sin memoria de su pasado. Mientras transcurre el tiempo, Jane es visitada por personajes reales y surrealistas que parecen ayudarla, aunque otros personajes la atormentan. Al no poder escaparse, Jane debe descubrir quién es y porque está allí.

## Premios y nominaciones
"Nightmare Box" fue estrenada en el "Festival de Cine Fantástico de Buffalo", en los Estados Unidos, en 2013. Allí, Johanna Stanton fue nominada como "Mejor Actriz". Además, Stanton fue ganadora de premios por dicho rubro en el "Festival de Cine de Long Island" durante la "Feria del Festival de Cine Macabro", y en el "Festival de Cine Underground PollyGrind" de Las Vegas. También "Nightmare Box" fue galardonada como "Mejor Película de Terror" en la ya mencionada "Feria del Festival de Cine Macabro" en Long Island, y obtuvo el premio del Género Fantástico en "ShockerFest". A su vez, Lorenzo Levrini ganó un premio por "Mejor Cinematografía" en el "Festival de Cine Underground Pollygrind" de Las Vegas.

## Reparto
- Johanna Stanton: Jane Doe.
- Nicholas Ball: Hombre.
- Debbie Rochon: Esposa.
- Matthew Tompkins: Marido.